# Fitina Omborenga
Fitina Omborenga (Kigali, 20 maggio 1996) è un calciatore ruandese, difensore del Rayon Sports e della nazionale ruandese.

## Palmarès

### Club

#### Competizioni nazionali
- Campionato ruandese: 1

APR: 2017-2018